# Пучко Іван Іванович
Іван Іванович Пучко́ (нар. 26 листопада 1897, місто Глинськ, нині село Роменського району Сумської області — пом. 18 червня 1978) — український перекладач.

## Біографічні відомості
Дід Івана Пучка — В. Г. Пучко — був керівником чоловічої хорової капели імені Льва Ревуцького. Іван Пучко був учасником Першої світової війни, а потім громадянської війни. У мирний час був фінансовим працівником.
Перекладав вірші російських поетів, зокрема Олександра Пушкіна («До портрета Жуковського», «Пташка», «Скупий рицар» та інші) , Сергія Єсеніна . Понад двадцять років Пучко працював над перекладами з Єсеніна, відтворивши українською мовою близько ста його творів.
Помер 18 червня 1978 року. Похований у Києві на міському цвинтарі на Берківцях. На могилі встановлено пам'ятник. Це прямокутна лабрадоритова стела з написом «Пучко Иван Иванович. 1897—1978».